# Estación de Borba
La Estación Ferroviaria de Borba, también conocida como Estación de Borba, fue una antigua plataforma ferroviaria del Ramal de Vila Viçosa, que servía al ayuntamiento de Borba, en el Distrito de Évora, en Portugal.

## Descripción

### Localización y accesos
La estación se encuentra en la periferia de Borba, con acceso por la Avenida de la Estación.

### Servicios y características físicas
La estación se encuentra retirada del servicio.

## Historia
La instalación de una plataforma en la localidad de Borba fue referida en el proyecto para el tramo entre Estremoz y Vila Viçosa, presentado en 1902. Las obras se iniciaron a finales del año siguiente, encontrándose concluidas en abril de 1905; la estación de Borba fue construida junto a la localidad. El Ramal abrió a la explotación  el 2 de agosto de 1905.
En el momento de su inauguración, la estación se encontraba en una zona de transportes de corteza de Barreiro.
La estación fue cerrada, junto con el Ramal de Vila Viçosa, el 1 de enero de 1990.